# جاومي كولبوني
جاومي كولبوني كوادرادو (من مواليد 5 سبتمبر 1969) هو سياسي إسباني، محامٍ حسب المهنة وموظف مدني في الإدارة المحلية. أصبح عمدة برشلونة في 17 يونيو 2023.
بدأ تفانيه في السياسة خلال فترة دراسته الجامعية في جامعة برشلونة. انضم إلى حزب الاشتراكيين في كتالونيا في عام 1991. في عام 2010 دخل نائبًا عن برشلونة في برلمان كتالونيا، وعُين نائبًا للمتحدث باسم المجموعة البرلمانية للاشتراكيين. في نوفمبر 2011 عُين سكرتيرًا للاتصالات ومتحدثًا باسم الحزب الاشتراكي الكتالوني. لاحقًا، في عام 2014، ترك مقعده للتركيز على الانتخابات التمهيدية للحزب الاشتراكي الكتالوني لمنصب عمدة برشلونة ، للانتخابات البلدية لعام 2015. ومنذ ذلك الحين، أصبح الزعيم الاشتراكي لمجلس مدينة برشلونة، حيث شغل منصب النائب الثاني لرئيس البلدية (2016-2019)، والنائب الأول لرئيس البلدية (2019-2023) ويشغل حاليًا منصب عمدة برشلونة منذ 17 يونيو 2023.